# Chrysobalanus
Chrysobalanus es un género con tres especies de plantas fanerógamas perteneciente a la familia Chrysobalanaceae. Es originario de las regiones tropicales y subtropicales de América y de las tropicales de África. Comprende 33 especies descritas y de estas, solo 3 aceptadas.

## Descripción
Son arbustos o árboles pequeños, hasta 5 m de alto. Hojas orbiculares a ovado-elípticas, 2–8 cm de largo y 1.2–6 cm de ancho, retusas o redondeadas en el ápice con un acumen obtuso de hasta 2 mm de largo, subcuneadas en la base, glabras, nervios primarios inconspicuos; pecíolos 2–4 mm de largo, estípulas 1–3 mm de largo, caducas. Inflorescencias címulas pequeñas, terminales y axilares, con tomento gris-café; receptáculo cupuliforme, tomentoso; lobos del cáliz redondeados a agudos; pétalos más largos que los lobos del cáliz, glabros, blancos; estambres 12–26, filamentos unidos parte de su longitud en grupos pequeños, densamente pilosos; ovario insertado en la base del receptáculo, piloso, carpelo 1-locular. Fruto ovado a obovado, 1.8–5 cm de largo, epicarpo liso con crestas longitudinales, mesocarpo delgado y carnoso, endocarpo delgado y duro con superficie exterior lisa, acostillado.

## Taxonomía
El género fue descrito por  Carlos Linneo y publicado en Species Plantarum 1: 513. 1753. La especie tipo es: Chrysobalanus icaco L.

## Especies aceptadas
A continuación se brinda un listado de las especies del género Chrysobalanus aceptadas hasta julio de 2011, ordenadas alfabéticamente. Para cada una se indica el nombre binomial seguido del autor, abreviado según las convenciones y usos.
- Chrysobalanus cuspidatus Griseb. ex Duss, Fl. Phan. Antill. Franç.: 258 (1897)
- Chrysobalanus icaco L., Sp. Pl.: 513 (1753)
- Chrysobalanus venezuelanus Prance, Fl. Neotrop. Monogr. 9S: 4 (1989)